# Chontales (grupo étnico)
Los chontales, según historiadores nicaragüenses y de Centroamérica al igual que algunos cronistas de la colonia, es un vocablo de origen nahuatl que se traduce como "extranjero", que los nicaraos se lo dieron a los más antiguos pobladores de Nicaragua, diferentes nombres llamándoles “chontales” “caribes” y “caribisis”. También fueron confundidos con los “caráibes” o “caribes”, llegados de Las Antillas en muy remotos tiempos a las costas nicaragüenses del océano Atlántico.

## Antecedentes
Los “caribisis” son los más antiguos y primeros inmigrantes a las Costas del Océano Pacífico de Nicaragua, a estos más tarde se les llamó “chontales”, cuya palabra se traduce por “extranjero“ o “pueblo de afuera” en lengua náhuatl. 
Como fundamento de dicho nombre se siguió la afirmación del cronista-historiador español capitán Gonzalo Fernández de Oviedo y Valdés. 
El cronista Oviedo y Valdés en su “Historia General y Natural de las Indias” afirma: 

Nicaragua, es un gran reino, de muchas y buenas provincias, y las mas de ellas anexas a cuatro o cinco lenguas distintas, apartadas y diversas las unas de las otras. La principal es la que llaman de Nicaragua y es la misma que hablan en México o en la Nueva España. La otra es la lengua que llaman de Chorotega, y la tercera es la Chondal.

Sobre las características del idioma “chondal o chontal”, Oviedo y Valdés afirma: 

Los chondales, así mismo son diferentes de los unos y de los otros (choroteganos y niquiranos) en la lengua y no se comunica la de los unos con la de los otros, ni se parece más que la del vizcaíno con el tudesco.

Oviedo y Valdés no solo investigó la diferencia entre sus idiomas, sino sobre la precedencia en su arribo a las costas del Pacífico expresando: “que los pueblos autóctonos o más antiguos de la provincia de Nicaragua, eran los choroteganos; pero que de no ser estos, lo serían los chondales o chontales”.
Con las tribus precedentes de Las Antillas, llegaron a la Costa Atlántica, con posterioridad a los siglos IV, VI Y VII d. C. y que la historia llama “caráibes” o “caribes”.

## Diferencias del nombre Caribes
Existen tres grupos tribales nicaragüenses a los que puede llamárseles “caribes”, pero con diferente significado en cada caso.
- Caribes o caribisis, se aplica históricamente a las tribus más antiguas que poblaron la totalidad del territorio actual de Nicaragua, llegados inicialmente a las costas del océano Pacífico nicaragüense, en el siglo IV d. C.

- Caribes, o con más precisión histórica, caráibes, es el nombre preciso y exclusivo que debe darse a los inmigrantes que llegaron al litoral Atlántico pocos años antes del descubrimiento de América y aún después, con procedencia de Las Antillas y de las Costas de Venezuela y Noreste de Brasil.

- Caribes, en sentido de cultura, que se han usado como nombre común y genérico, a todas las tribus indígenas de un país que estuvieron o aún permanecen en estado salvaje o con relativa incultura.

En Nicaragua se ha aplicado dicha designación desde los tiempos coloniales, a las tribus actuales de la Costa Atlántica, y de algunas regiones del centro territorial de la nación, como los de Jinotega, Matagalpa, Chontales y Río San Juan.

## Presencia en Nicaragua
El cronista Oviedo y Valdés al referirse al carácter de las tribus “chondales” o “chontales”, afirma: 
“Esos chontales es gente aviñanada y moran en las sierras y faldas de ellas” en sus andanzas por el territorio nicaragüenses recorrió más allá de las tribus orientales de los lagos; en su obra habla de las tribus de los “maribios”y “maribichoas”, de las sierras occidentales de Nicaragua que aún se conocen con los nombres de “marabios” o “maribios”, en las inmediaciones de la ciudad de León y de las Ruinas de León Viejo.
El profesor Luis Cuadra Cea, en su “Anotaciones a la obra de Oviedo y Valdés” dice textualmente: 

… de manera que en Nicaragua eran “Chontales” los sumos, los mosquitos, los ramas, que aún pueblan nuestra Costa Atlántica y la Cordillera Central… y los mangues o diriás, los nagrandanos y los Orotinas de Costa Rica.

Pablo Levy, geógrafo-historiador, en sus “Notas Geográficas y Económicas de la República de Nicaragua”, publicada en 1871, dice en su capítulo primero: 

Es muy probable que los “Caribisis” aborígenes americanos, ocuparan primitivamente todo el país, de mar a mar, y que fueron arrojados de la parte occidental, la más fértil y la mas apetecible por la hermosura de sus lagos y su clima, por los choroteganos.

El naturista e investigador inglés Thomas Belt, quien vivió durante cinco años en los minerales de Santo Domingo de Chontales, en Nicaragua, en su obra “El Naturista en Nicaragua” publicada en 1873, refiriéndose a los antiguos vecinos de la actual ciudad de Rivas, explica:

Llamaban los habitantes más viejos, a los que probablemente habían desalojado , arrojándolos hacia el interior del país “Chontalli”, que quiere decir “extranjero o bárbaro”; y de aquí el nombre de la provincia de Chontales, donde estas tribus existían todavía en número considerable, al tiempo de la conquista.